# Lars Abrahamsen

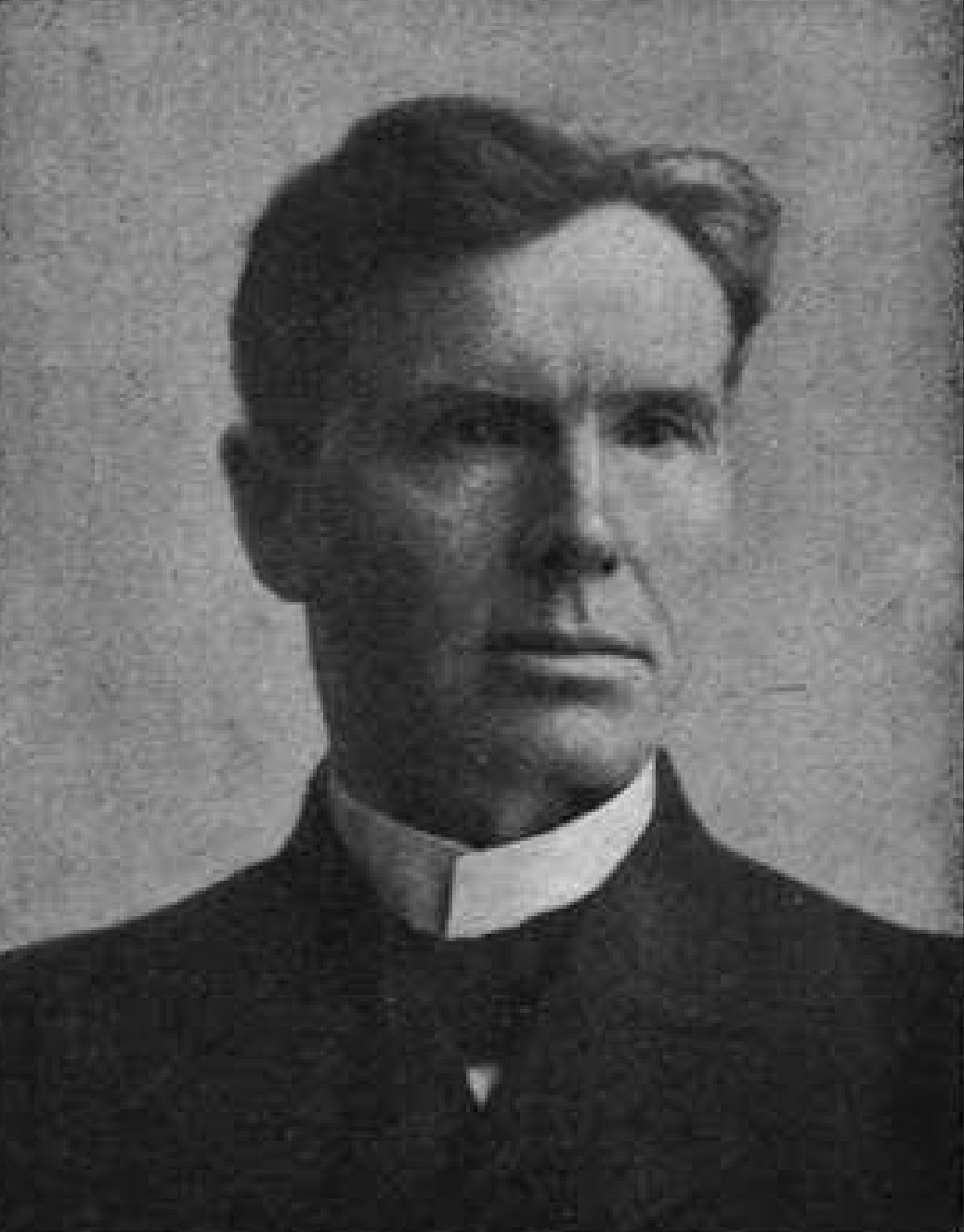
Lars Abrahamsen.

Lars Kristian Abrahamsen, född 18 oktober 1855, död 21 juli 1921, var en norsk ämbetsman och politiker.
Abrahamsen ägnade sig i sin ungdom åt sjömansyrket men lämnade detta och började studera. År 1886 avlade han juridisk examen, 1887 blev han overretssagfører i Larvik, 1902 sorenskriver i Hardanger och Voss, 1919 i Follo. Abrahamsen var 1898-1903, 1906-1909 och 1913-1915 ledamot av stortinget. Åren 1908-1910 var han handelsminister, 1913-1916 justitieminister, och 1916-1919 socialminister.